# Fearn
Fearn (skotskou gaelštinou Manachainn Rois) je vesnice nacházející se 1,6 km jižně od jezera Loch Eye a 3,2 km severozápadně od Balintore, v hrabství Ross-shire na skotské Vysočině, ve správní oblasti Highland. Budovy ve vesnici jsou většinou chalupy se stěnami postavenými z kamene a hlíny.
Opatství Fearn bylo postaveno v roce 1238 hrabětem Farquharem, prvním hrabětem z Ross, a přestavěno v roce 1771 poté, co v roce 1742 došlo ke zhroucení jeho střechy. Kostel byl postaven na troskách opatství roce 1771.
Větší vesnice Hill of Fearn leží severovýchodně od Fearn.